# Nycticorax mauritianus
Goraz-das-maurícias ou goraz-da-maurícia (Nycticorax mauritianus) é uma espécie extinta de ave que era endêmica da ilha Maurício.